# Coupe Euromath-Casio
 (janvier 2015).
La coupe Euromath-Casio est une compétition de jeux mathématiques dans laquelle des équipes venant de différentes régions s'affrontent. Historiquement les équipes venaient de régions d'Europe, d'où le nom de la compétition, mais cette contrainte a été supprimée avec notamment la participation d'équipes tunisiennes depuis quelques années.
La coupe Euromath-Casio se déroule fin mai à Paris à l'occasion du Salon de la culture et des jeux mathématiques. Elle est organisée par le Comité international des jeux mathématiques.
La compétition est lancée en 2000, à l'occasion de l'année mondiale des mathématiques. Il s'agit d'une compétition originale, en forme de spectacle, qui fait participer des équipes associant des jeunes de l'école élémentaire, des collégiens, lycéens, étudiants et adultes.
La compétition n'a pas eu lieu en 2020 et 2021 en raison de la pandémie.

## Déroulement de la compétition
Les équipes sont composées de six joueurs, numérotés de 1 à 6 plus un capitaine.
- Le joueur 1 doit avoir au plus 10 ans ;
- Le joueur 2 doit avoir au plus 12 ans ;
- Le joueur 3 doit avoir au plus 14 ans ;
- Le joueur 4 doit avoir au plus 17 ans ;
- Le joueur 5 doit avoir au plus 21 ans ;
- Le joueur 6 doit avoir au moins 18 ans.

Les épreuves se déroulent sur deux jours, fin mai lors du Salon de la culture et des jeux mathématiques, comme d'autres compétitions mathématiques telles que le trophée Lewis-Carroll et le Combilogique.

### Qualifications
Le premier jour, les équipes participent à des épreuves de qualification. Elles se déroulent en trois parties. La première est une épreuve individuelle. Chaque participant doit résoudre un maximum d'énigmes mathématiques en un temps très court. Les points totaux de chaque équipe sont calculés en fonction du nombre de problèmes résolus par chacun de ses  membres et de leur difficulté. La deuxième épreuve est une épreuve collective. Chaque équipe se voit donner un certain nombre de problèmes mathématiques. Le format de la compétition est le suivant: au départ, les concurrents 1 et 2 rentrent dans la salle. Quinze minutes après, le joueur 3 peut rentrer, cinq minutes après le numéro 4 peut rentrer et ainsi de suite. Une fois le sixième et dernier candidat rentré, il reste quinze minutes à l'ensemble de l'équipe pour résoudre le plus de problèmes possible. La troisième et dernière épreuve est un tournoi. Le CIJM conçoit un jeu pour l'occasion. Les numéros 1 et 2, 3 et 4, et 5 et 6 rencontrent la même paire de joueurs de chacune des autres équipes. L'objectif est de gagner le plus de parties possible. À l'issue de ces qualifications, les deux équipes ayant obtenu le meilleur score total se voient qualifiées pour la finale du lendemain.

### Finale
Les épreuves se déroulent sur scène devant public. Selon les épreuves proposées, les joueurs jouent seuls ou en collaboration avec d'autres membres de leur équipe. De plus, une épreuve fil rouge est généralement proposée. Le gagnant de chaque épreuve gagne 4 points, et le perdant 2.
L'équipe qui gagne le plus de points remporte la coupe Euromath-Casio.

## Édition 2019
L'édition 2019 a été remportée par l'équipe d'Île-de-France.
| Rang | Équipe                          |
| ---- | ------------------------------- |
| 1    | France (Équipe d'Île-de-France) |
| 2    | Suisse                          |
| 3    | Belgique                        |
| 4    | Ukraine                         |

## Édition 2018
L'édition 2018 a été remportée par l'équipe d'Île-de-France.
| Rang | Équipe                          |
| ---- | ------------------------------- |
| 1    | France (Équipe d'Île-de-France) |
| 2    | Suisse                          |
| 3    | Belgique                        |
| 4    | Allemagne                       |

## Édition 2017
L'édition 2017 a été remportée par l'équipe d'Île-de-France.
| Rang | Équipe                               |
| ---- | ------------------------------------ |
| 1    | France (Équipe d'Île-de-France)      |
| 2    | Belgique                             |
| 3    | France (Équipe des Pays de la Loire) |
| 4    | Allemagne                            |

## Édition 2016[2]
L'édition 2016 a été remportée par l'équipe d'Île-de-France.
| Rang | Équipe                               |
| ---- | ------------------------------------ |
| 1    | France (Équipe d'Île-de-France)      |
| 2    | Algérie                              |
| 3    | Belgique                             |
| 4    | France (Équipe des Pays de la Loire) |
| 5    | Ukraine                              |
| 6    | Tunisie (Équipe de Sfax)             |
| 7    | Tunisie (Équipe de Manouba)          |
| 8    | Tunisie (Équipe de Sousse)           |

## Édition 2015
L'édition 2015 a été remportée par l'équipe d'Île-de-France.
| Rang | Équipe                               |
| ---- | ------------------------------------ |
| 1    | France (Équipe d'Île-de-France)      |
| 2    | France (Équipe des Pays de la Loire) |

## Édition 2014
L'édition 2014 a été remportée par l'équipe d'Île-de-France.
| Rang | Équipe                          |
| ---- | ------------------------------- |
| 1    | France (Équipe d'Île-de-France) |
| 2    | Belgique                        |

## Édition 2013
L'édition 2013 a été remportée par l'équipe d'Île-de-France. Huit équipes étaient en compétition : Algérie (première participation), Allemagne, Belgique, Ile-de-France, Pays de Loire, Sfax (Tunisie), Sousse (Tunisie) et Ukraine.
| Rang | Équipe                          |
| ---- | ------------------------------- |
| 1    | France (Équipe d'Île-de-France) |
| 2    | Belgique                        |

## Édition 2012
L'édition 2012 a été remportée par l'équipe d'Île-de-France.
| Rang | Équipe                               |
| ---- | ------------------------------------ |
| 1    | France (Équipe d'Île-de-France)      |
| 2    | France (Équipe des Pays de la Loire) |
| 3    | Belgique                             |
| 4    | Allemagne                            |

## Édition 2011
L'édition 2011 a été remportée par l'équipe de Belgique.
| Rang | Équipe                               |
| ---- | ------------------------------------ |
| 1    | Belgique                             |
| 2    | France (Équipe d'Île-de-France)      |
| 3    | France (Équipe des Pays de la Loire) |
| 4    | Tunisie (Équipe de Sousse)           |

## Palmarès
| Année | Vainqueur                        |
| ----- | -------------------------------- |
| 2019  | France (Équipe d'Île-de-France)  |
| 2018  | France (Équipe d'Île-de-France)  |
| 2017  | France (Équipe d'Île-de-France)  |
| 2016  | France (Équipe d'Île-de-France)  |
| 2015  | France (Équipe d'Île-de-France)  |
| 2014  | France (Équipe d'Île-de-France)  |
| 2013  | France (Équipe d'Île-de-France)  |
| 2012  | France (Équipe d'Île-de-France)  |
| 2011  | Belgique                         |
| 2010  | Allemagne                        |
| 2009  | Allemagne                        |
| 2008  | Allemagne                        |
| 2007  | France (Équipe d'Île-de-France)  |
| 2006  | France (Équipe de Midi-Pyrénées) |
| 2005  | Belgique                         |
| 2004  | France (Équipe de Midi-Pyrénées) |
| 2003  | Belgique                         |
| 2002  | France (Équipe du Limousin)      |
| 2001  | France (Équipe de Rhône-Alpes)   |
| 2000  | France (Équipe d'Île-de-France)  |